# Frontière entre l'Andorre et la France
La frontière entre l'Andorre et la France est une frontière terrestre s'étendant sur 57 km entre le nord d'Andorre et le sud-ouest de la France (départements de l'Ariège et des Pyrénées-Orientales).
C'est la troisième plus courte frontière terrestre de la France, après celles avec Monaco (dans les Alpes-Maritimes côté français) et les Pays-Bas (sur l'île de Saint-Martin). Réciproquement, c'est la plus petite des deux frontières de l'Andorre, celle avec l'Espagne étant légèrement plus longue.

## Caractéristiques

### Tracé
La frontière débute à l'ouest au tripoint occidental Andorre-Espagne-France, situé au pic de Médécourbe (42° 36′ 13″ N, 1° 26′ 33″ E). Elle suit ensuite une direction générale vers le nord-est, puis le sud-est jusqu'au tripoint oriental Andorre - Espagne - France situé au col appelé Portella Blanca d'Andorra (2 515 m).
Dans sa plus grande part, depuis le pic de Médécourbe jusqu'au pic de la Cabanetta, la frontière suit la ligne de partage des eaux entre la Valira, tributaire du bassin de l'Èbre (dont l'embouchure est en mer Méditerranée) et l'Ariège, tributaire du bassin de la Garonne (dont l'embouchure est dans l'océan Atlantique) puis elle s'en éloigne, descend jusqu'à l'Ariège (qui sert alors de frontière pendant quelques kilomètres) et ne retrouve la ligne de partage des eaux qu'au pic Nègre d'Envalira, très près du tripoint oriental. Une petite partie de la principauté, la Solana, se trouve donc sur le versant nord des Pyrénées, dans la haute vallée de l'Ariège.

### Points de passage
Il n'existe que deux points de passages routiers entre les deux pays, situés à plus de 2000 mètres d'altitude et contigüs : l'un par le village du Pas de la Case puis le col d'Envalira, à 2 408 m d'altitude, l'autre 500 m plus au nord par l'entrée du tunnel d'Envalira qui permet d'éviter le village et le col. Il n'existe pas de point de passage ferroviaire (une navette routière est assurée entre le Pas de la Case et la gare d'Andorre - L'Hospitalet située dans la commune frontalière de L'Hospitalet-près-l'Andorre).
Les cols pouvant être franchis à pied sont nombreux (les cols mentionnés par l'Institut géographique national sont environ 25) et globalement assez élevés voire difficiles, notamment depuis le versant français. Les principaux en limite avec le département de l'Ariège sont, d'est en ouest, le col de l'Albe (2 539 mètres), le port de Fontargente (2 263 mètres), le port de Siguer (2 395 mètres), le port de l'Albeille (2 601 mètres) et le port de Rat (2 540 mètres). Avec les Pyrénées-Orientales, la portella Blanca d'Andorra (2 515 m) reçoit le sentier de grande randonnée 7.

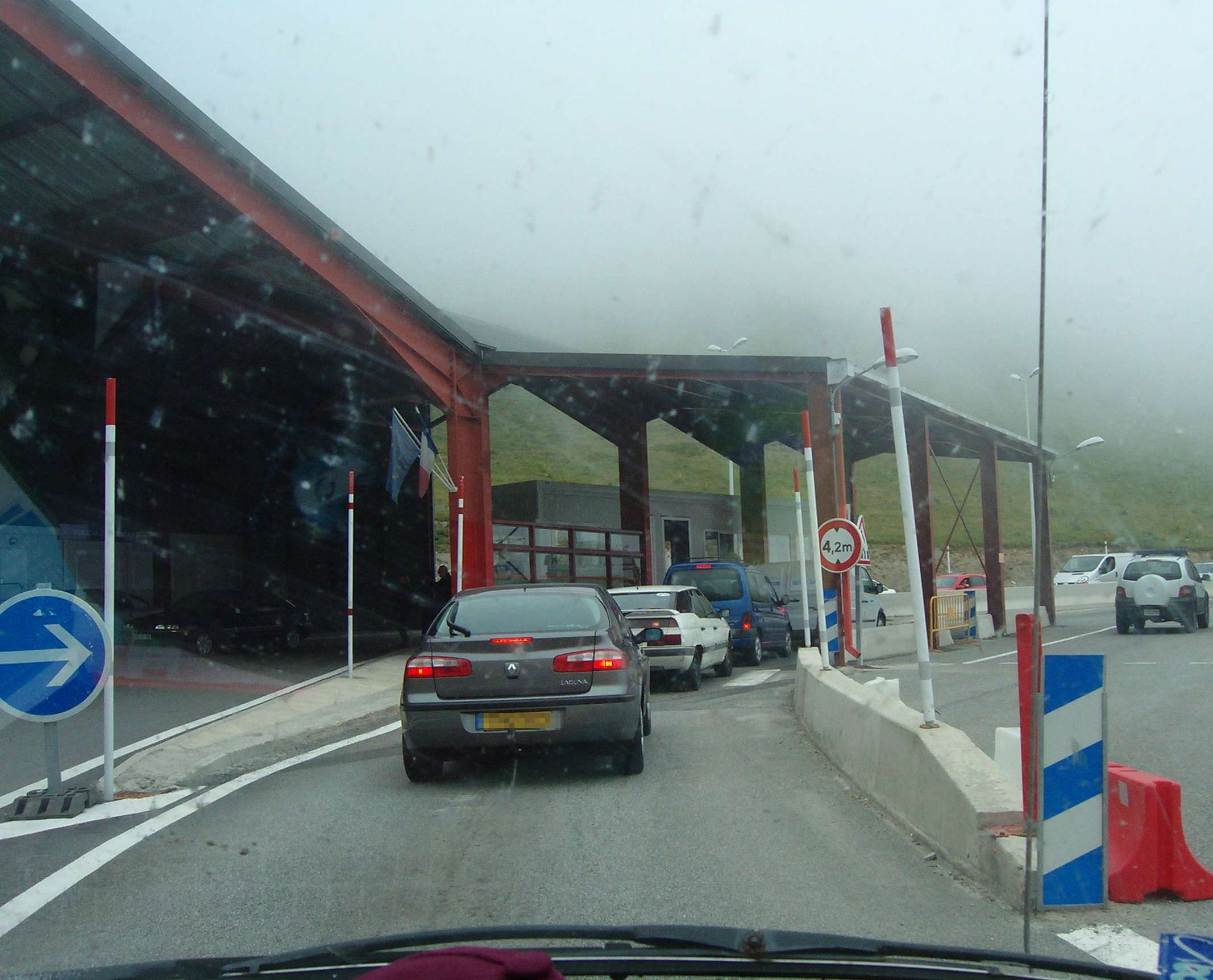
Poste frontière entre France et Andorre.
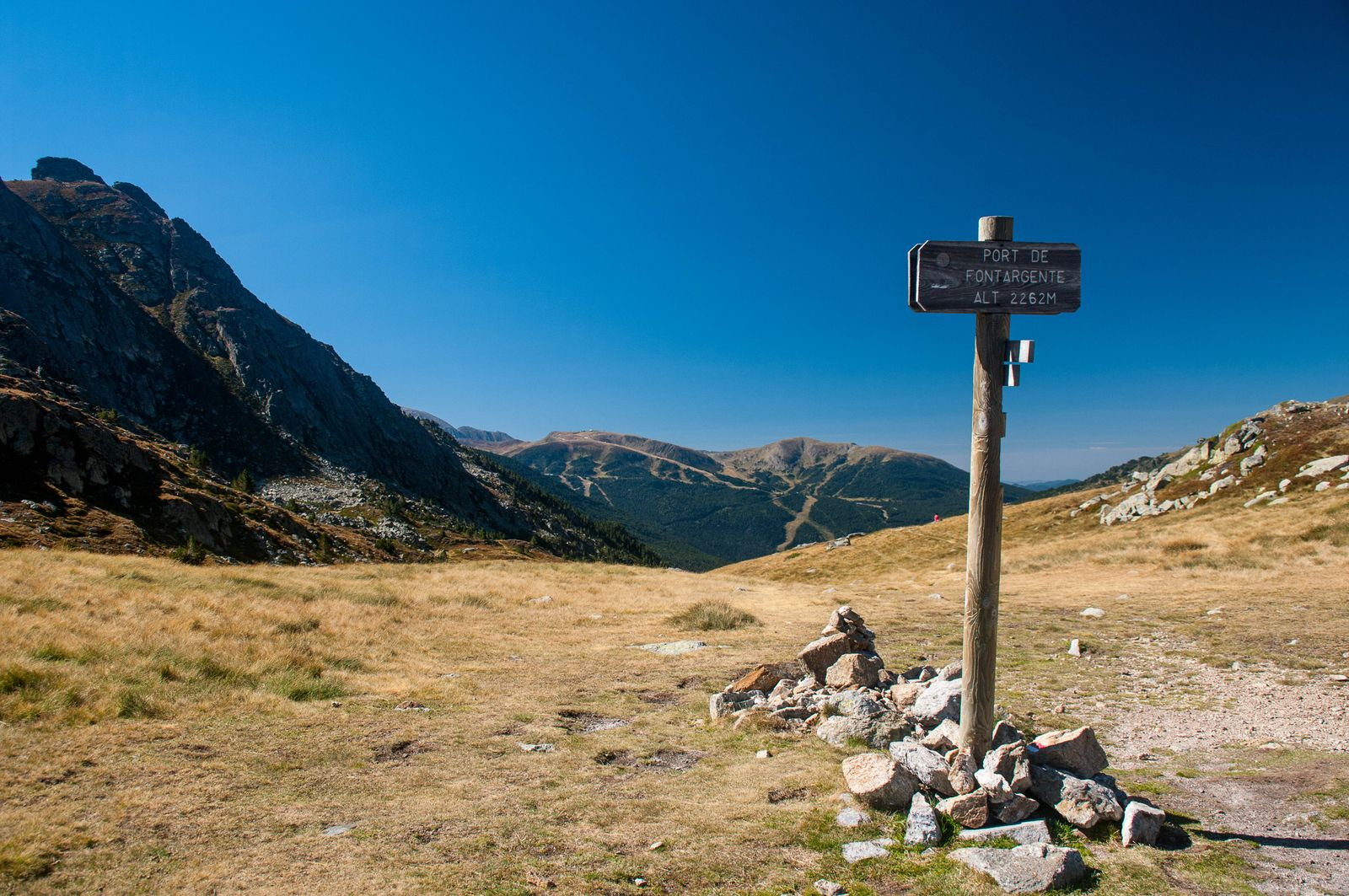
Port de Fontargente.
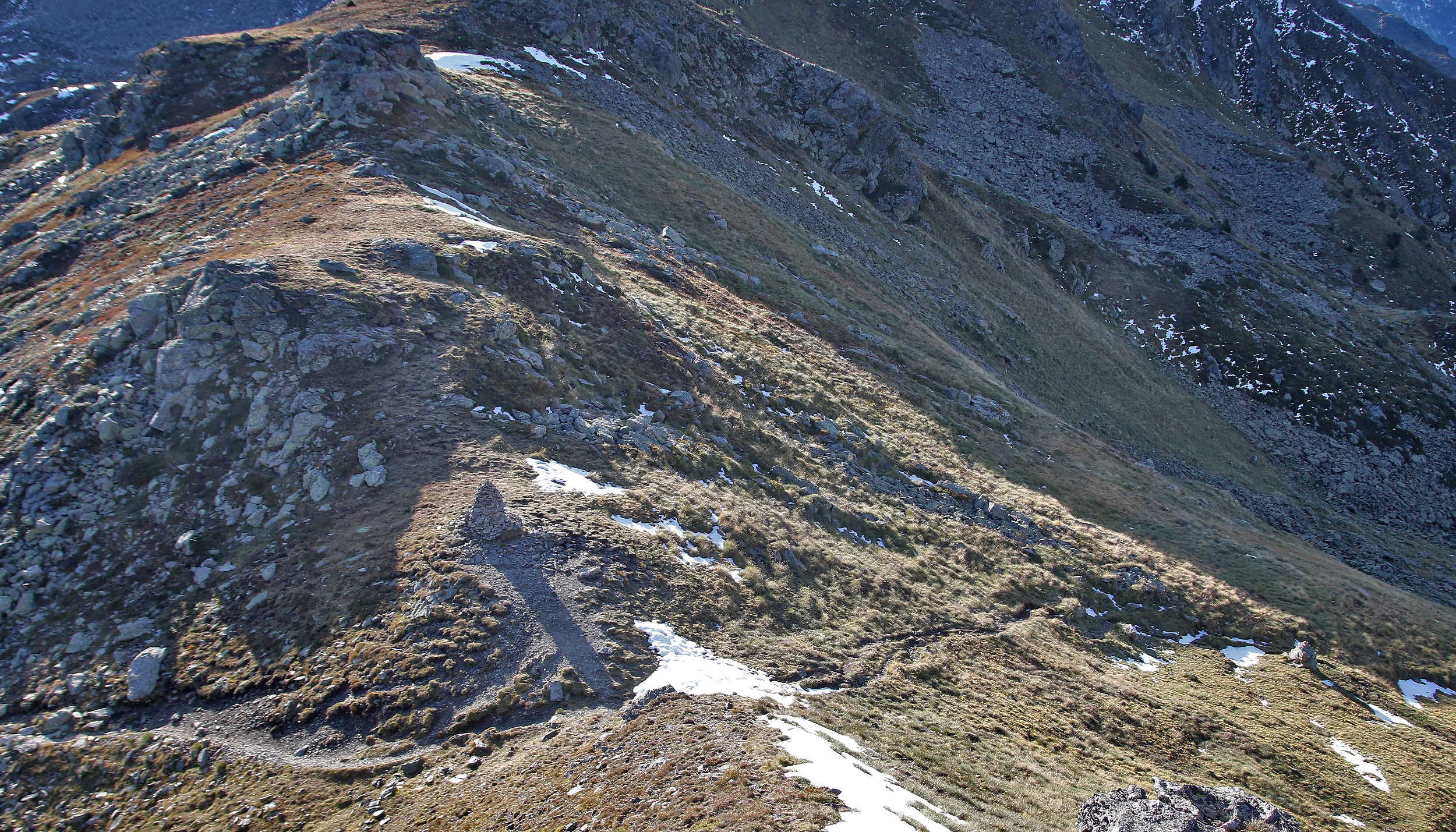
Port de Siguer.
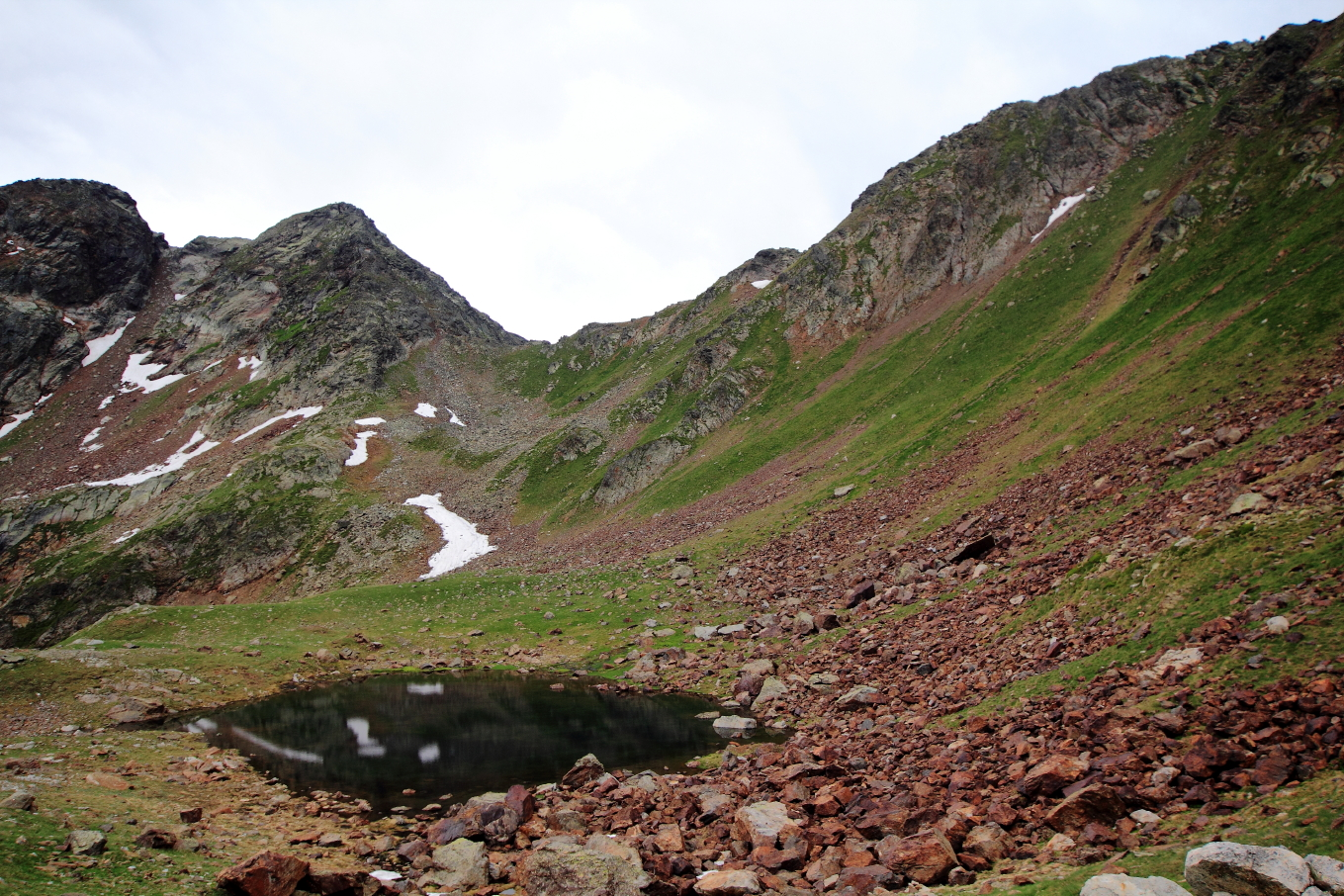
Port de l'Abeille.
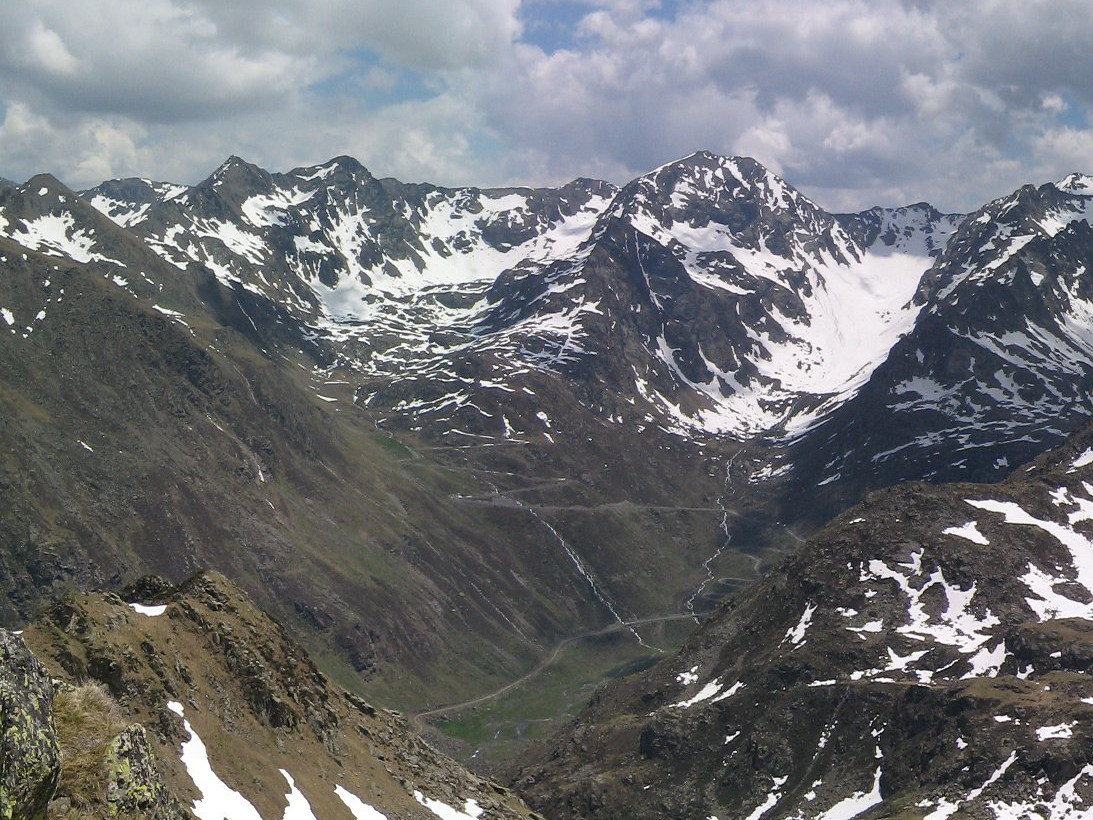
Port de Rat (à gauche sur la photo).

## Historique

### Origines
L'Andorre tire son existence de la marche d'Espagne, zone tampon de l'Empire carolingien créée à la fin du VIIIe siècle. En 1133, Armengol VI donne ses terres andorranes au diocèse d'Urgell. En 1159, celui-ci se place sous la protection des Caboet (ca), famille catalane ; en 1208, cette protection revient au comté de Foix. La question des droits sur l'Andorre est conflictuelle entre les deux parties ; ce conflit est résolu le 2 septembre 1278 par la signature d'un paréage entre le diocèse d'Urgell et le comté de Foix, partageant la souveraineté du territoire entre les deux seigneurs, l'évêque d'Urgell et le comte de Foix. Cette date est généralement retenue comme origine des frontières d'Andorre ; celles-ci sont peu ou prou inchangées depuis cette date.
En 1607, le comté de Foix est finalement rattaché au domaine royal français. La frontière nord du territoire devient alors celle entre Andorre et France.

### Délimitation du tracé
Carte sur OpenStreetMap.
Jusqu'au début du XXIe siècle, la frontière franco-andorrane est essentiellement coutumière, ce qui signifie qu'aucun texte officiel n'en fixe précisément le tracé.
En 2000, un traité bilatéral entre la France et l'Andorre porte rectification de la frontière. Il stipule l’échange de deux parcelles de territoire de surfaces égales de 15 925 m2 chacune. Le territoire échangé permet à l'Andorre de construire le viaduc d'accès au tunnel d’Envalira, le reliant à la RN 22 en contournant le Pas de la Case.
La commune française de Porta, dans les Pyrénées-Orientales, riveraine de la frontière, a attaqué ce décret devant le Conseil d'État au motif que l'État a une obligation constitutionnelle de consultation des communes riveraines d'une frontière lorsqu'il est procédé à une modification de celle-ci. Dans une décision importante en droit administratif français, le Conseil d'État a rejeté son recours en annulation du décret aux motifs, d'une part qu'examiner un tel motif reviendrait à contrôler la conformité à la Constitution de la loi ayant ratifié le traité modifiant la frontière, ce qui n'est pas de sa compétence ; et qu'il n'appartient pas plus à la juridiction administrative qu'elle est de se prononcer sur le bien-fondé des stipulations d'un engagement international ou sur sa validité au regard d'autres engagements internationaux souscrits par la France (voir en droit administratif la notion d'Acte de gouvernement).
Le 6 mars 2012, un traité bilatéral signé entre la France et l'Andorre entérine officiellement le tracé de la frontière. En France, la loi autorisant l'approbation de ce texte est adoptée en juin 2015 et promulguée en juillet 2015. Le traité entre en vigueur le 1er septembre 2015 et est publié au Journal officiel de la République française en septembre 2015.

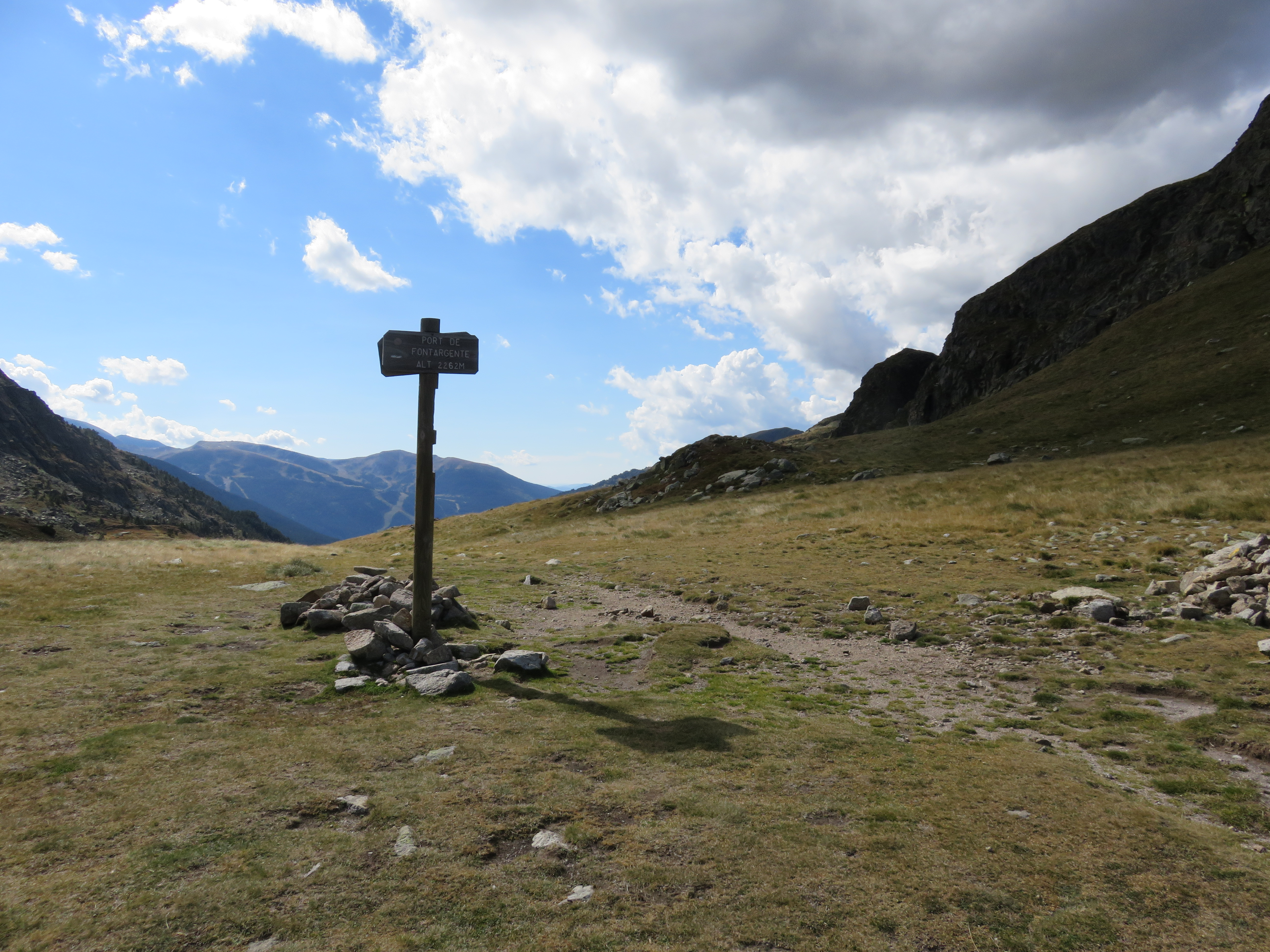
Frontière au port de Fontargente.
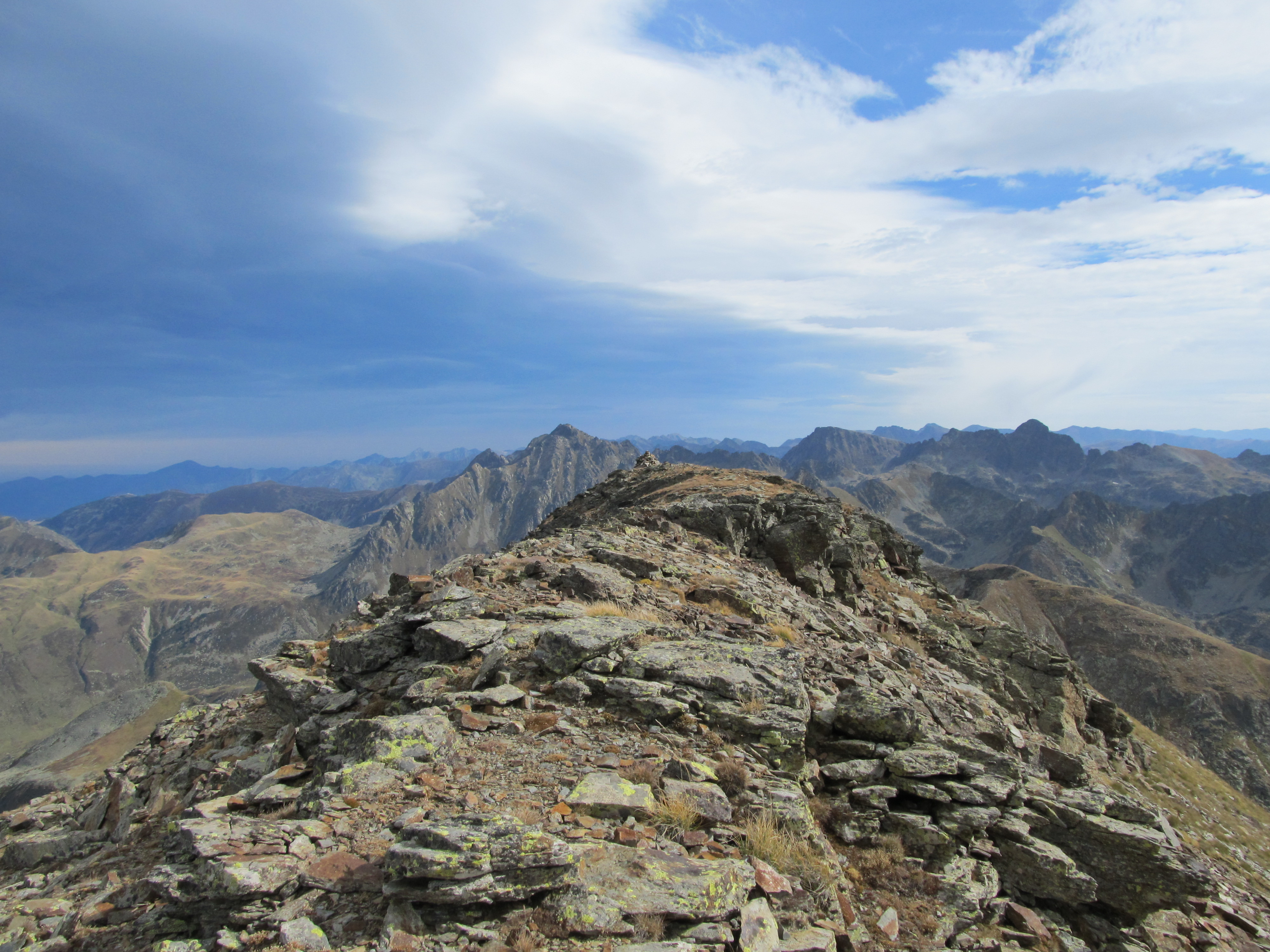
Pic de la Coume d'Enfer (2730m) situé sur le tracé de la frontière. La France est à gauche, l'Andorre à droite.

## Communes et paroisses frontalières
D'ouest en est, la frontière sépare :
- Côté français, 9 communes : 
  - 7 de l'Ariège : Auzat, Lercoul, Siguer, Gestiès, Aston, Mérens-les-Vals, L'Hospitalet-près-l'Andorre ;
  - 2 des Pyrénées-Orientales : Porté-Puymorens, Porta.

- Côté andorran, 4 paroisses : La Massana, Ordino, Canillo et Encamp.